# 双林街道
双林街道，是中华人民共和国天津市津南区下辖的一个乡镇级行政单位。2016年底，津民复【2016】7号文件批复设立双林街道。

## 行政区划
双林街道下辖以下地区：
沪青社区、津铁惠苑社区、三宝社区、天安社区、象博豪庭社区、仕林苑社区、海天馨苑社区、福禧社区、林城佳苑社区、泓春社区、林荷社区、成上城社区和天津职业技术师范大学社区。

## 资料来源
1. ↑  2016年中华人民共和国县以下行政区划变更情况（页面存档备份，存于）
2. ↑  . 中华人民共和国国家统计局. 2023 （中文（中国大陆））.[]